# Бекриите
Бекрѝите е село в Северна България, община Габрово, област Габрово.

## География
Село Бекриите се намира на около 6,5 km север-северозападно от центъра на областния град Габрово. Разположено е в югоизточната част на платото Стражата, на около 200 m северозападно от общинския път между селата Гръблевци и Ветрово, от който до Бекриите се отклонява черен път. Средната надморска височина на Бекриите е около 540 m. Климатът е умерено – континентален, отличаващ се със студена зима и сравнително топло лято.

## История
През 1995 г. дотогавашното населено място колиби Бекриите придобива статута на село..

## Население
Населението на село Бекриите наброява 60 души при преброяването към 1934 г., намалява до нула към 1985 г., а след малки колебания на числеността през следващите години, наброява по текущата демографска статистика за населението двама души към 2019 г.
Преброяване на населението през 2011 г.
Численост и дял на етническите групи според преброяването на населението през 2011 г.:
|                     | Численост | Дял (в %) |
| Общо                | 3         | 100,00    |
| Българи             | 3         | 100,00    |
| Турци               | 0         | 0,00      |
| Цигани              | 0         | 0,00      |
| Други               | 0         | 0,00      |
| Не се самоопределят | 0         | 0,00      |
| Неотговорили        | 0         | 0,00      |